# 帕布洛·贝拉斯克斯
帕布洛·贝拉斯克斯（Pablo Velázquez），全名帕布洛·塞萨尔·莱昂纳多·贝拉斯克斯·森图里翁（Pablo César Leonardo Velázquez Centurión）（1987—），巴拉圭足球运动员，是一名前锋。现效力于墨西哥球队托卢卡体育足球俱乐部。

## 荣誉
个人
- 巴拉圭足球甲级联赛最佳射手: 2009
- 墨西哥足球甲级联赛最佳射手: 2013年秋季联赛